# Joye Hummel
Joye Hummel, también conocida como Joye Hummel Murchison Kelly  (4 de abril de 1924-Winter Haven, 5 de abril de 2021) fue una  guionista de cómics estadounidense que ha escrito varios episodios de Wonder Woman en los años 1940. Cuando comenzó como  escritora fantasma tenía diecinueve años.

## Biografía
En 1943, estudió Psicología en la Escuela Katherine Gibbs donde tuvo como profesor a William Moulton Marston, el creador de Wonder Woman. Como Marston tenía problemas para seguir el ritmo de la escritura de la historieta de Wonder Woman, pidió a Joye Hummel que lo ayudara. Ella aceptó pero su trabajo permaneció en secreto. Recién en 1946, cuando Marston, enfermo del cáncer, no pudo escribir los guiones.
Sus primeras historias aparecieron en la primavera de 1945 en el número 12 de Wonder Woman. A los tres años de su papel de guionista, el personaje se convirtió en un gran éxito. Hummel fue la primera mujer en escribir historias para Wonder Woman.  En ese momento, no recibió ningún reconocimiento a pesar de convertirse en la única guionista de la serie. Después de la muerte de Marston, Hummel siguió escribiendo todavía algunos guiones pero a partir del  número 29, los directores de DC Comics que ya habían rechazado ya que la viuda de Marston se hiciera cargo de los guiones, reemplazaron a Hummel por Robert Kanigher. 

## Vida personal
Joye Hummel se casó más tarde con David W. Murchison, del cual se divorció para volver a casarse con Jack Kelly. Estos dos matrimonios hacen que fuera conocida también bajo el nombre de Joye Hummel Murchison Kelly.
En 2014 donó su archivo personal al Instituto Smithsoniano.
Falleció en Winter Haven, el 5 de abril de 2021, a los noventa y siete años.

## Premios
- 2018 : Premio Bill Finger de la Convención Internacional de Cómics de San Diego[5][6]